# Scaphiella bryantae
Espèce
Synonymes
- Scaphiella bryanti Dumitrescu & Georgescu, 1983

Scaphiella bryantae est une espèce d'araignées aranéomorphes de la famille des Oonopidae.

## Distribution
Cette espèce est endémique de Cuba,.

## Étymologie
Cette espèce est nommée en l'honneur d'Elizabeth Bangs Bryant.

## Publication originale
- Dumitrescu & Georgescu, 1983 : Sur les Oonopidae (Araneae) de Cuba. Résultats des Expéditions Biospéologiques Cubano-Roumaines à Cuba, vol. 4, p. 65-114.